# زباد النخل
زبادة النخل أو زبادة مُحيرة (الاسم العلمي Paradoxurus، نقحرة: بارادوکسوروس)، جنس ثدييات من فصيلة الزباديات التي وصفها أول مرة وصنفها فريدريك كوفير في عام 1822. عُرف هذا الجنس بدءًا من عام 2005 بأنه يضم ثلاثة أنواع محلية في جنوب شرق آسيا:
- زباد النخيل الآسيوي (P. hermaphroditus)
- زباد النخيل الذهبي (P. zeylonensis)
- زباد النخيل البني (P. jerdoni)

في عام 2009، كان من المقترح أيضًا تضمين الزباد النخيل الرطبة الذهبي الذي يعيش في المناطق الرطبة (P. aureus) ، وزباد النخيل البني السريلانكي (P. montanus)، وزباد النخيل الجافة الذي يقطن في المناطق الجافة (P. stenocephalus)، المتوطنة في سريلانكا.